# 糸女覚え書
『糸女覚え書』（いとじょおぼえがき）は、芥川龍之介が1924年（大正13年）に『中央公論』誌上に発表した歴史小説。「霜女覚書」を粉本として細川ガラシャの死の間際の姿を芥川の視点から描いた作品である。芥川がライフワークとして取り組んだ「切支丹物」シリーズの最後の作品である。

## あらすじ
魚屋清左衛門の娘である糸は三年にわたり玉造の秀林院（ガラシャ）に侍女として仕えているが、秀林院は「少しもお優しきところ無之」く、「賢女ぶらるることを第一となさ」るので「兎角気のつまるばかり」であった。そこに父が嫁入りのためにそろそろ暇をもらいたいと挨拶に来たため、糸は「天へも昇る心地」となる。

## 評価
主人公である糸の評の通り、絶世の美女にして悲劇の殉教者とされるガラシャの偶像破壊を意図したという解釈が一般的であり、このため作品の評価としては総じて低いとされている。